# تیم ملی بسکتبال فنلاند
تیم ملی بسکتبال فنلاند، نماینده فنلاند در رقابت‌های بین‌المللی بسکتبال است. این تیم توسط فدراسیون بسکتبال فنلاند اداره می‌شود.

## تاریخچه
سال‌های اول
فدراسیون بسکتبال فنلاند در فوریه سال ۱۹۳۹ تأسیس شد. چند ماه قبل فدراسیون فوتبال فنلاند تصمیم به اضافه کردن بسکتبال به کارنامه خود گرفت. فنلاند برای اولین بار در سومین حضور خود یعنی مسابقات قهرمانی اروپا ۱۹۳۹ در مسابقات قهرمانی اروپا به رقابت پرداخت. در دور نهایی، آنها ابتدا تلاش کردند و به هریک از ۷ تیم دیگر باختند.

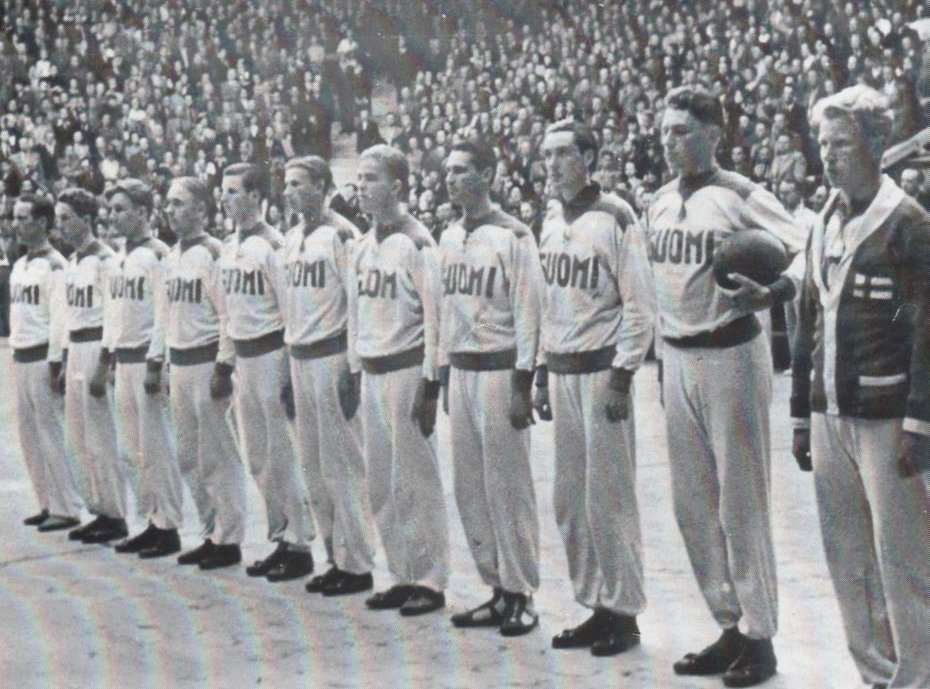
تیم ملی فنلاند در جریان مسابقات قهرمانی اروپا ۱۹۳۹ در لیتوانی.